# Братя-Даскалови (община)
Братя-Даскалови (болг. Община Братя Даскалови) — община в Болгарии. Входит в состав Старозагорской области. Население составляет 8538 человек (на 21.07.05 г.).
Административный центр общины в селе Братя-Даскалови. Кмет общины Братя-Даскалови — Ваня Тодорова Стоева (коалиция партий: Болгарская социалистическая партия (БСП), национальное движение «Симеон Второй» (НДСВ)) по результатам выборов 2007 года.

## Состав общины
В состав общины входят следующие населённые пункты:
1. Братя-Даскалови
2. Верен
3. Голям-Дол
4. Горно-Белево
5. Горно-Ново-Село
6. Гранит
7. Долно-Ново-Село
8. Колю-Мариново
9. Малко-Дряново
10. Малык-Дол
11. Марково
12. Медово
13. Мирово
14. Найденово
15. Опылченец
16. Оризово
17. Партизанин
18. Плодовитово
19. Православ
20. Славянин
21. Сыединение
22. Сырневец
23. Черна-Гора